# 2030
2030 (MMXXX) е обикновена година, започваща във вторник, според григорианския календар. Тя е 2030-ата година от новата ера, тридесетата от третото хилядолетие и първата от 2030-те.

## Събития
- 24-то Световно първенство по футбол – 100 години след първото.
- XXVI Зимни олимпийски игри.
- Европейската космическа агенция възнамерява да прати хора на планетата Марс в периода 2030 – 2035 г.
- Японската агенция за аерокосмически изследвания планира да конструира база на Луната.[1]
- НАСА ще изстреля сондата „Нептун Орбитър“ до планетата Нептун.[източник? (Поискан днес)]

## Филми и изкуство
- Действието в първи сезон на американския сериал „Legacies“ се развива през 2030 година.